# Morchellaceae
Morchellaceae (Ludwig Reichenbach, 1834) este o familie de ciuperci comestibile din încrengătura Ascomycota în ordinul Pezizales împărțite după Encyclopedia of Life din anul 2013 în actual ocupate 8 genuri. Tip de gen este Morchella.

## Istoric
Această familie de ciuperci a fost determinată de medicul, botanistul și micologul german Ludwig Reichenbach (1793-1879) în volumul 2 al lucrării sale Das Pflanzenreich in seinen natürlichen Classen und Familien din 1834 sub denumirea Tribus Morchellini. Taxonul a fost adaptat altor denumiri de familii fungide și a rămas valabil până în prezent (2018).

## Sistematică
Următoarele genuri  au aparținut originar familiei Morchellaceae:
- Disciotis Émile Boudier (1885),[5] cu 4 specii, tip specie este Disciotis venosa)[6];
- Mitrophora Lév.,[7] în moment fără specie, singura a fost Mitrophora semilibera (DC.) Lév. (1846),[8] astăzi (2018) din nou Morchella semilibera DC. (1805);[9][10]
- Morchella Dill. ex Pers. (1794), cu aproximativ 70 de specii în majoritate neeuropene, tip de specie este Morchella conica;
- Ptychoverpa  Boud. (1907),  cu singura specie Ptychverpa bohemica (Krombh.) Boud. (1907)[11] care a fost transferată  la genul Verpa sub denumirea Verpa bohemica;
- Verpa Sw. (1815), cu 42 de specii în majoritate neeuropene, tip de specie este Verpa conica;

Astfel, din cele cinci genuri originare au rămas doar trei.
Genuri noi adăugate:
- Costantinella ((Berk. & M.A.Curtis) S. Hughes 1953, gen anamorfotic cu 8 specii, tip de specie este Costantinella terrestris, imagini aici: Costantinella terrestris
- Fischerula Mattir. (1928), în formă de trufă, cu 2 specii, tip de specie este Fischerula macrospora,[12] imagine aici:
- Imaia G.M.Kovács & I.M.Trappe (2008), în formă de trufă, singura specie este Terfezia gigantea sin. Terfezia boudieri,[13] imagini aici:  Arhivat în 28 aprilie 2018, la Wayback Machine.
- Kalapuya M. J. Trappe, J. M. Trappe, GM Bonito (2009), singura specie este o ciupercă americană, Kalapuya brunnea;[14]
- Leucangium Quél. (1883),[15] cu 3 specii, tip de specie este Leucangium carthusianum, transferat la Morchellaceae de micologii americani M. J. Trappe, J. M. Trappe și G. M. Bonito în 2009;[16]

## Imagini cu tipuri de specie

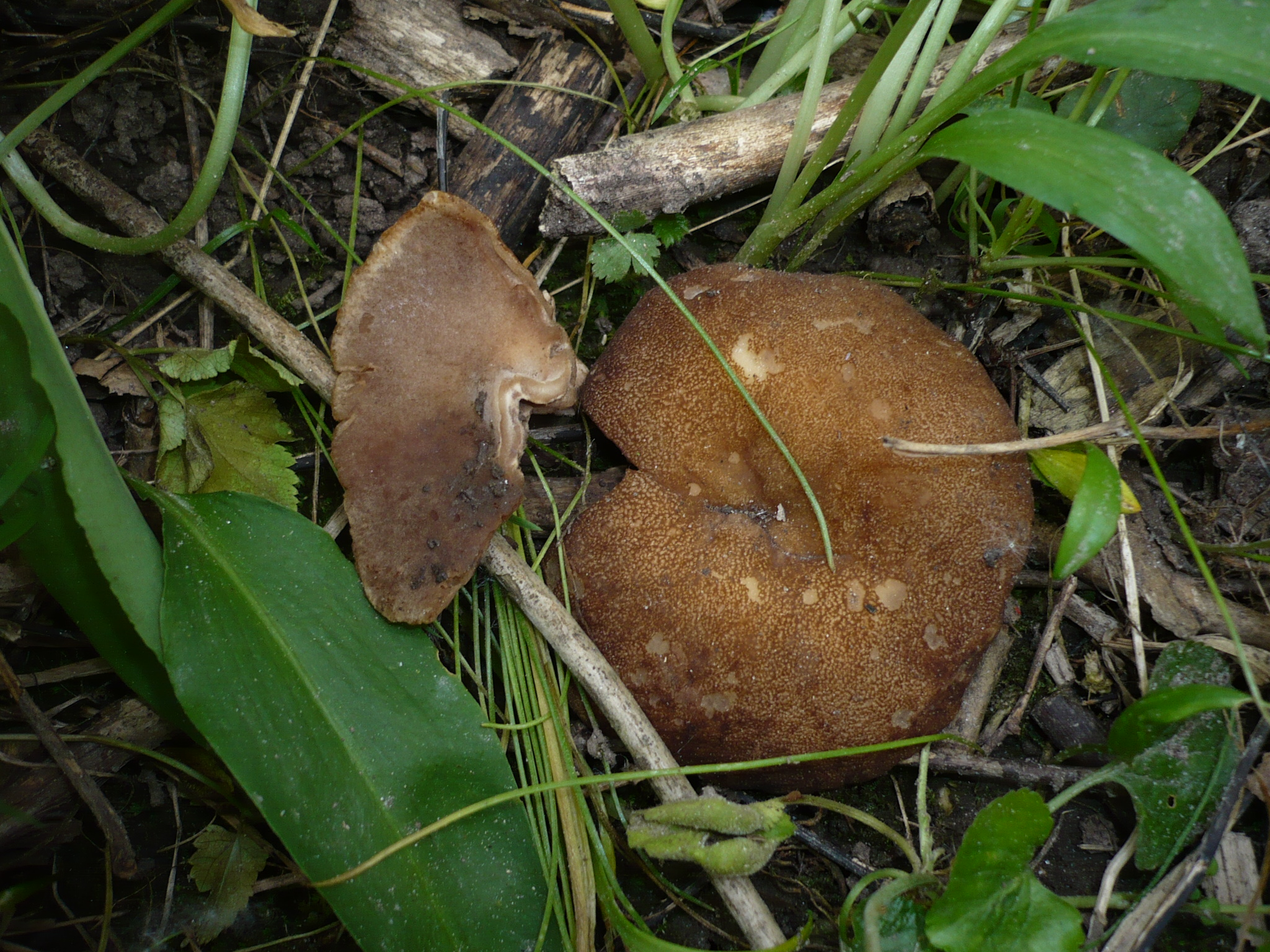
Disciotis venosa
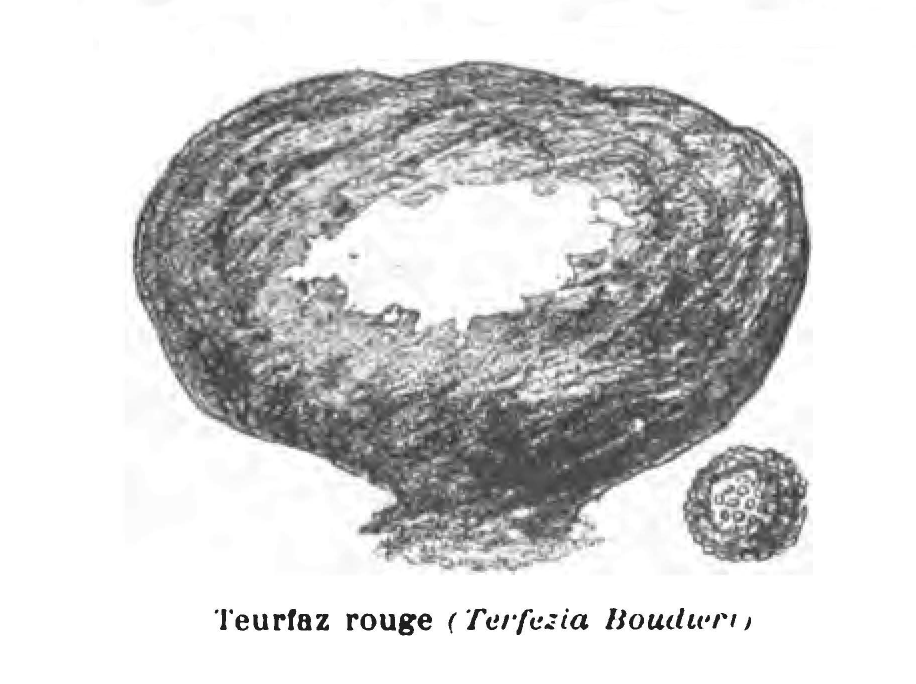

- Imaia=Terfezia gigantea sin. boudieri
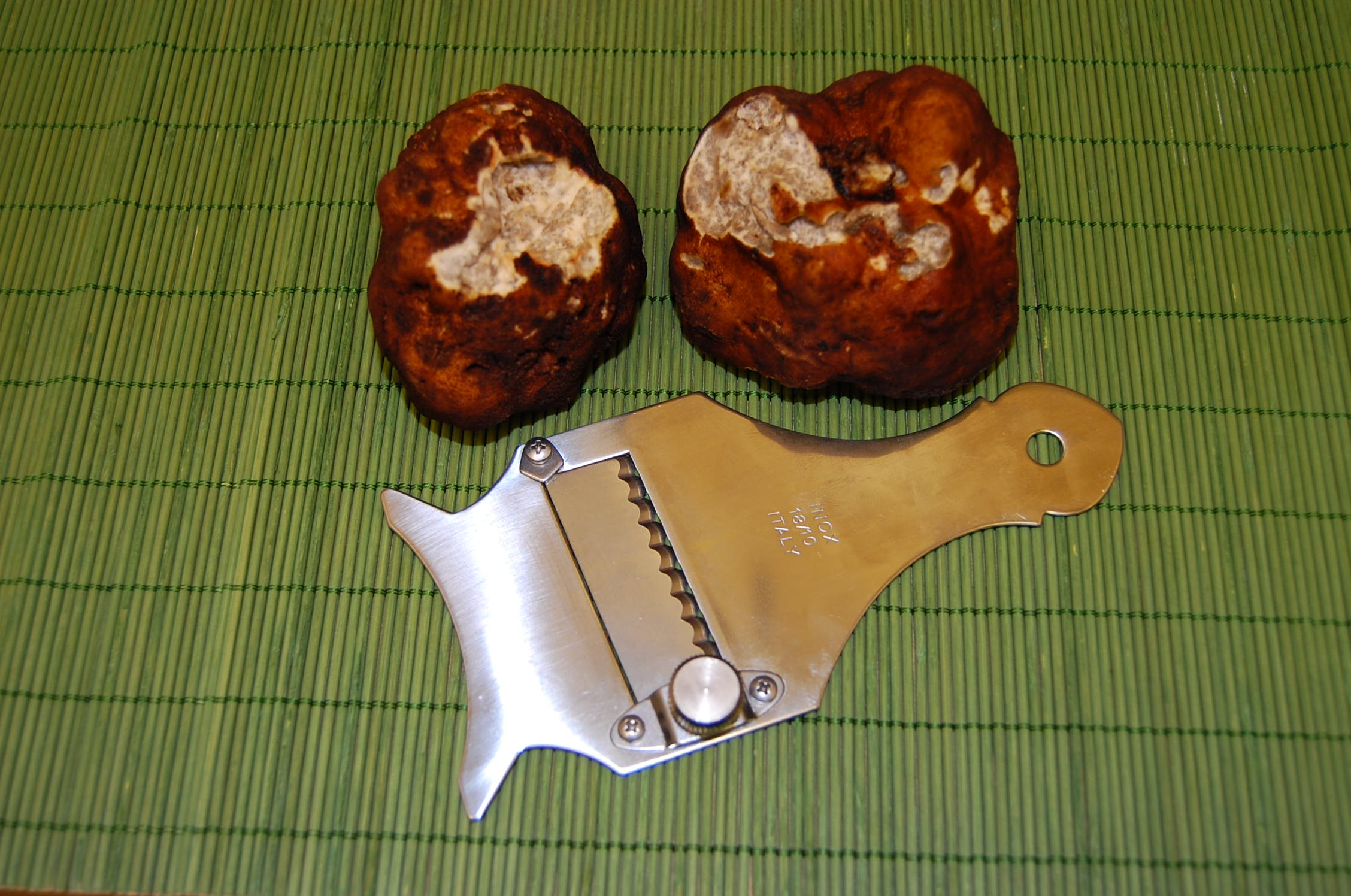
Kalapuya brunnea
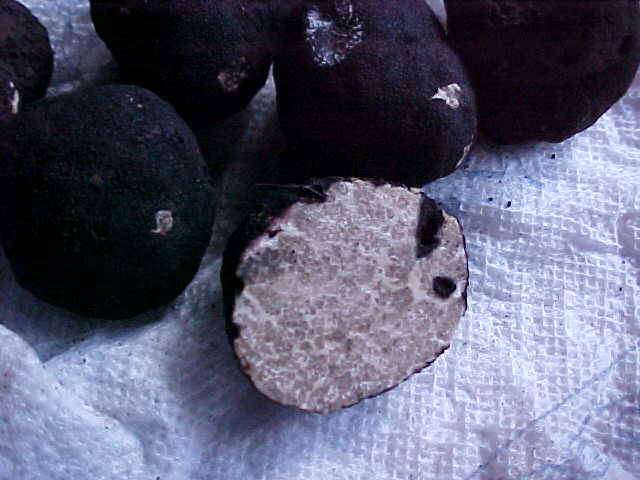
Leucangium carthusianum
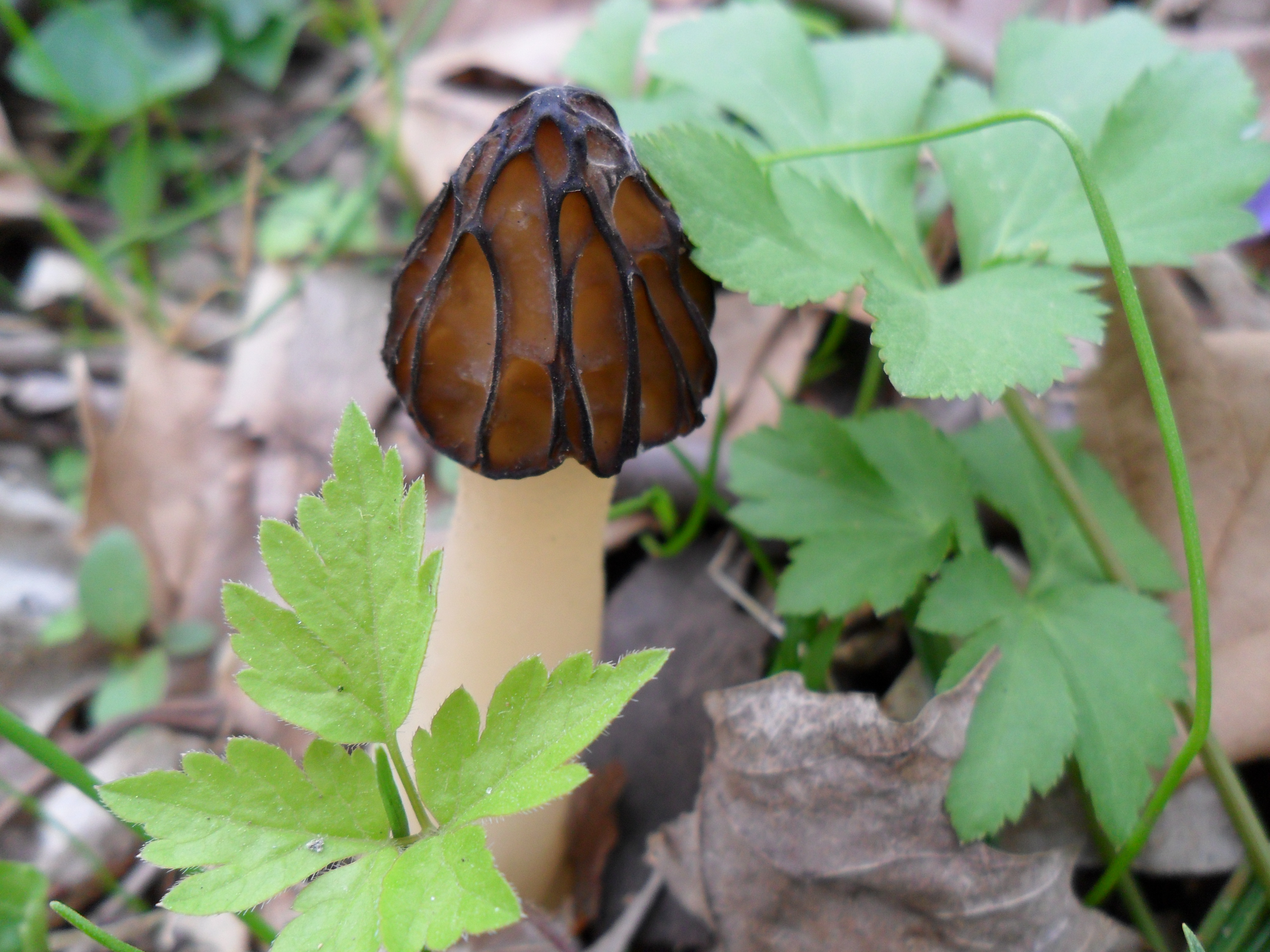
Mitrophora, actual Morchella semilibera
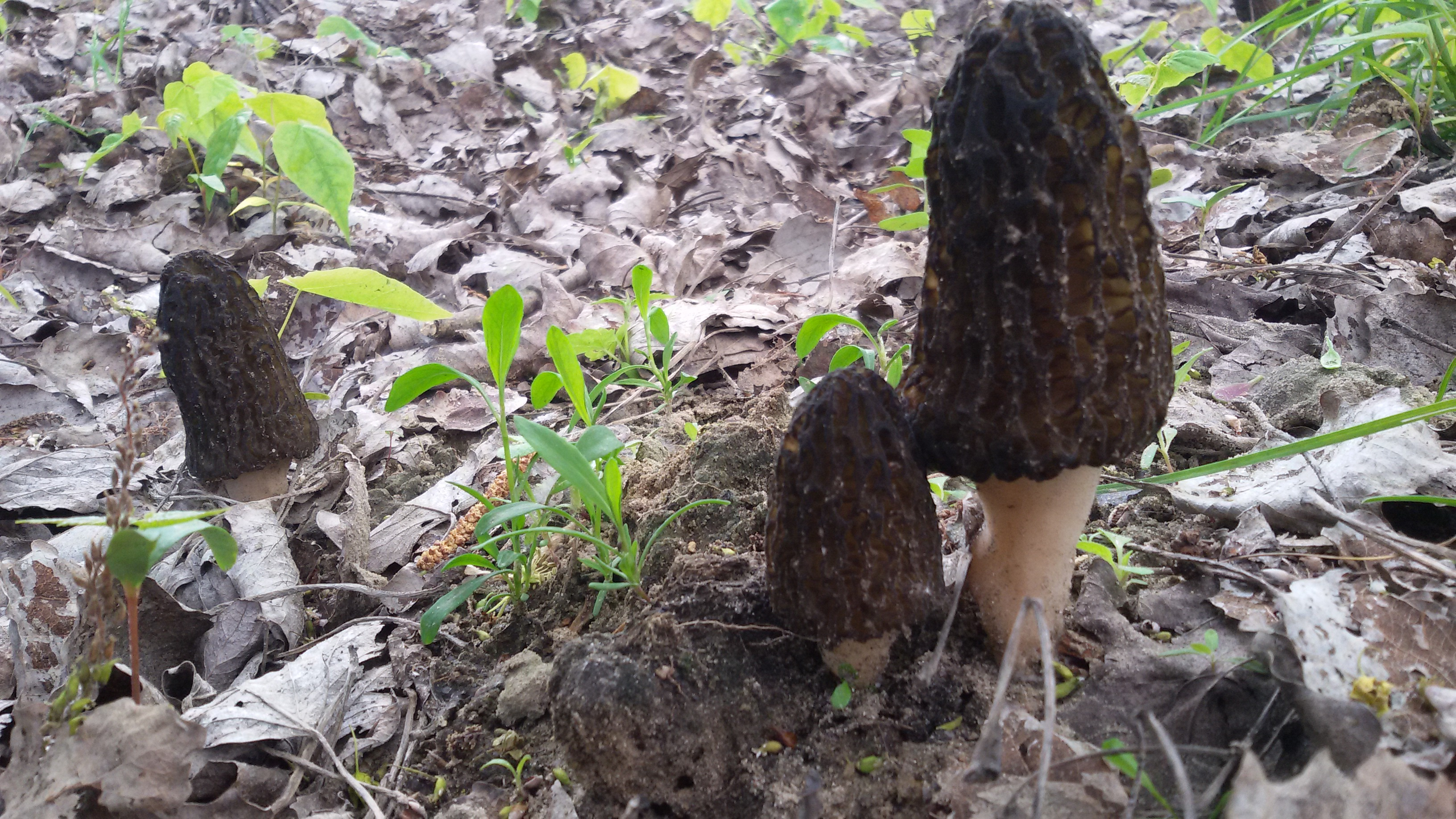
Morchella conica
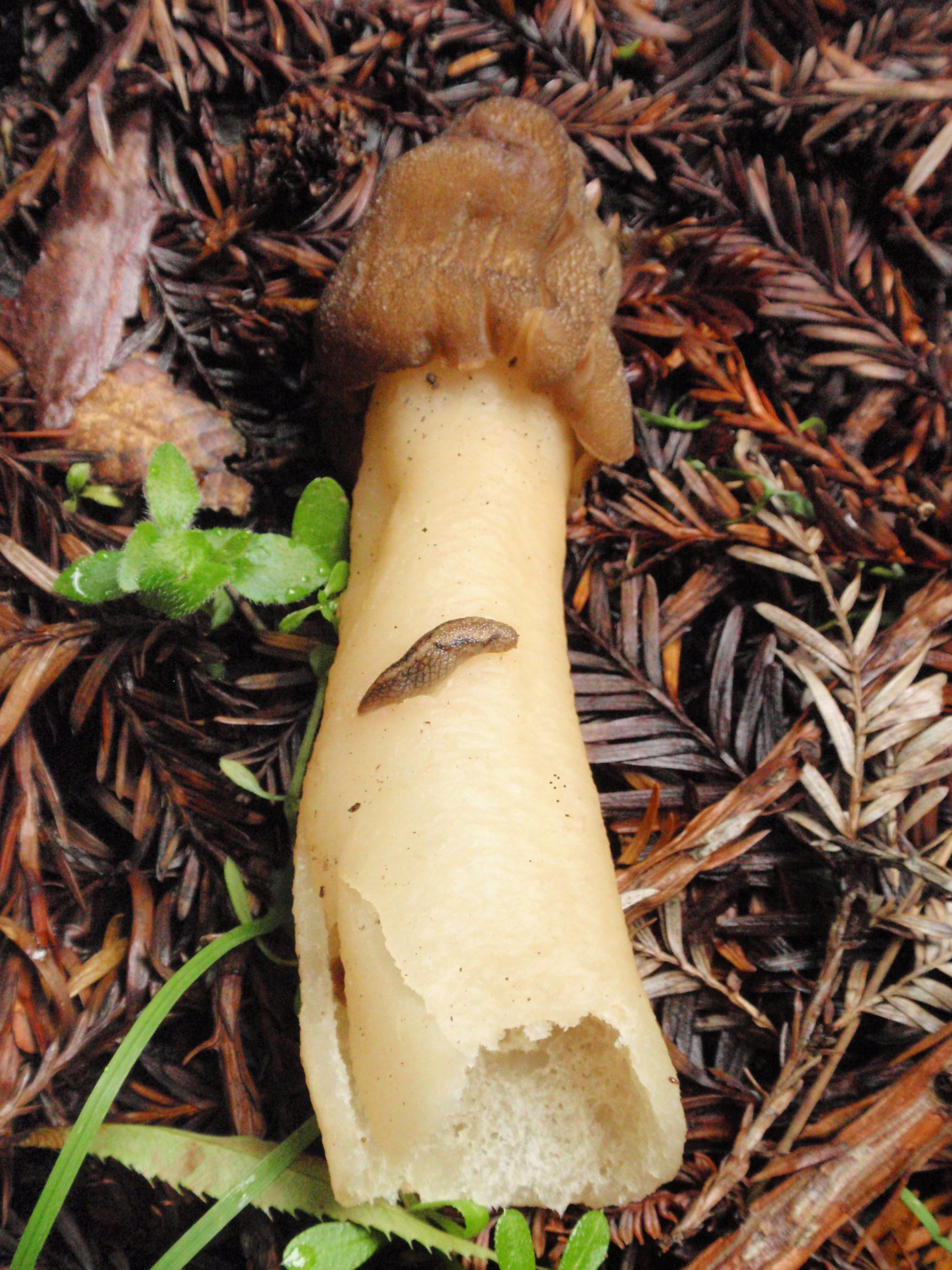
Verpa conica

## Descriere

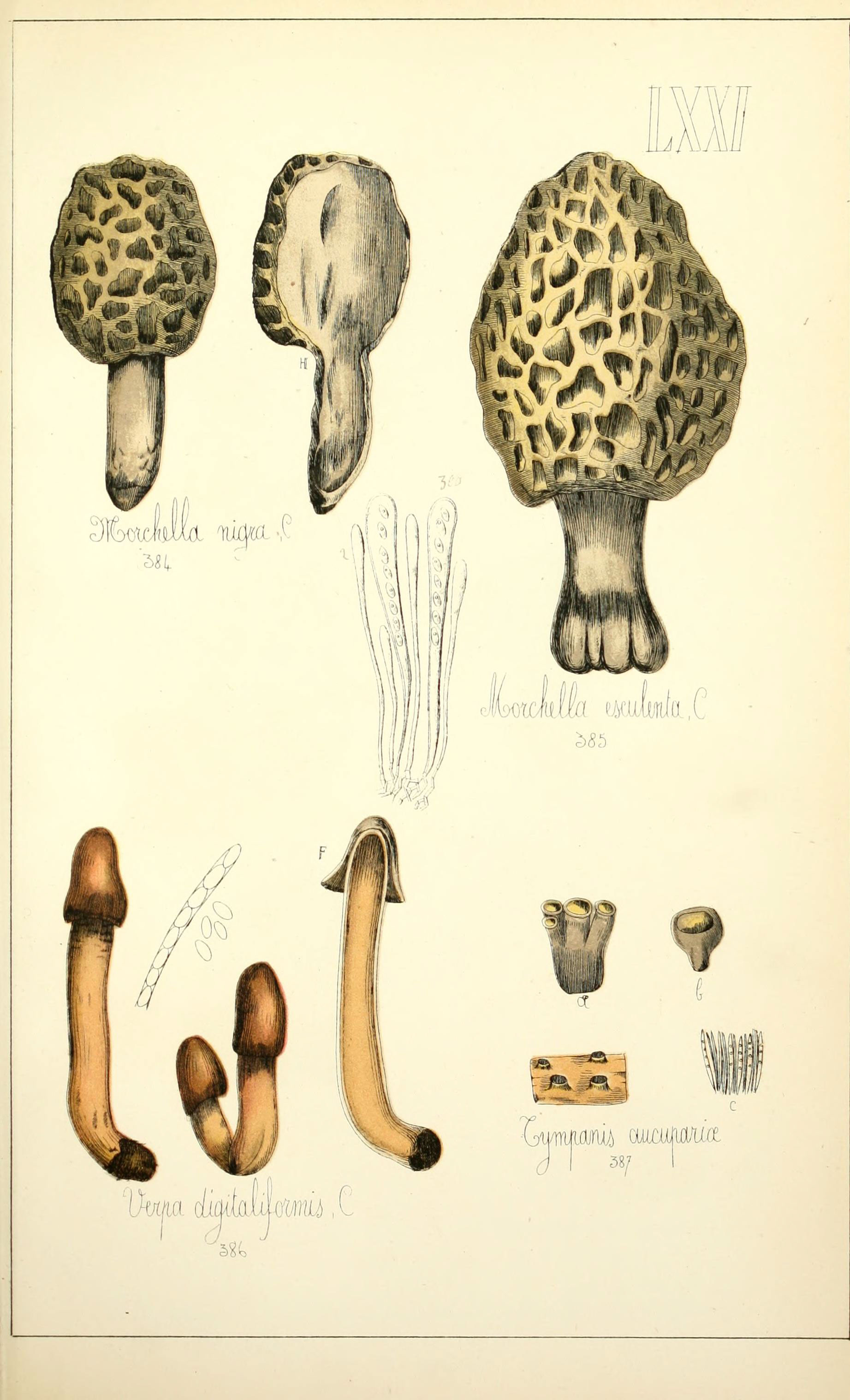
Genurile Morchella și Verpa

Aspectul ciupercilor diferă tare. În afară de soiul anamorfotic (denotă o etapă asexuată de dezvoltare a unei ciuperci) Costantinella, seamănă ori cu specii de genul Morchella (1), ori cu cel al genului Discina (2), ori cu cel al genului Tuber (3).
- Corpul fructifer:

(1) este gol în interior, are o suprafața brăzdată de alveole regulate sau neregulate, mai mult sau mai puțin adâncite, pe care se dezvoltă sporii, crestele fiind sterile. Coloritul variază de la gri peste gri-gălbui la brun-gălbui, brun până brun-negricios.
(2) are inițial o formă de cupă, care se lărgește pe măsură ce buretele se maturizează, aplatizând la bătrânețe, este neted și prezintă marginea ondulată, neregulată și crestată. Suprafață interioară (superioară) este cea care produce sporii, iar coloritul tinde între ocru, maroniu-ocru și brun închis. Suprafața exterioară (inferioară), este de culoare mai deschisă, chiar albicioasă către bază.
(3) se dezvoltă subteran și are forma de cartof, rotundă sau ovoidală, neregulată, cu protuberanțe sau circumvoluțiuni mari de formă poligonală. Scoarța exterioară este netedă sau învelită cu solzi fini, culoarea între brun și negru depinde de specie. Gleba din interior în care se dezvoltă sporii este alcătuită dintr-un material fertil de culoare albicioasă, gri-albăstruie până gri-brună, și este divizată de o nervură groasă, sterilă de culoare albicioasă respectiv gălbuie.
- Sporii: sunt la toate speciile mari, elipsoidali, netezi, hialini (translucizi), cu picături mici la poli, dar niciodată cu una uleioasă în centru.[4]
- Piciorul: (1) (2) - aceste genuri sunt goale pe interior și unicamerale.

(1) este destul de lung și gros în relație cu pălăria, cilindric precum lățit la bază, destul de stabil, de asemenea cu o singură cavitate, suprafața fiind adesea brumată în sus spre pălărie, iar încrețită și brăzdată spre bază. Culoarea este albicioasă, căpătând  nuanțe gălbui-ocracee la maturitate.
(2) este destul de scurt în relație cu pălăria, bont și prezintă o suprafață zgrunțuroasă cu nervuri groase. Coloritul este albicios-gălbui.
(3) lipsește.
- Carnea

(1)(2) este albicioasă, ceroasă, și fragilă, rar ceva mai tare, cu gust plăcut precum un miros slab de ciuperci, după unii chiar ceva spermatic, la Disciotis venosa miros de clor care se risipește în timpul fierberii).
(3) este marmorată, fragilă, cu un gust și miros plăcut, asemănător trufelor.

## Delimitare
Următoarele genuri sunt apropiat înrudite, dar nu aparțin familiei Morchellaceae:
- Discinaceae Benedix (1962),[20]  58 de specii în 5 genuri, cu tipul de gen Discina,[21]
- Helvellaceae Fr. (1822),[22] 134 (117) de specii în 5 genuri, cu tipul de gen Helvella,[23]
- Pezizaceae Dumort. (1829),[24] cu tipul de gen Peziza Pers. (1800),[25]
- Terfeziaceae E.Fisch. (1897),[26] 65 de specii în 6 genuri,  cu tipul de gen Terfizia[27] și
- Tuberaceae Dumort. (1822),[28] 102 de specii în 6 genuri, cu tipul de gen Tuber.[29]

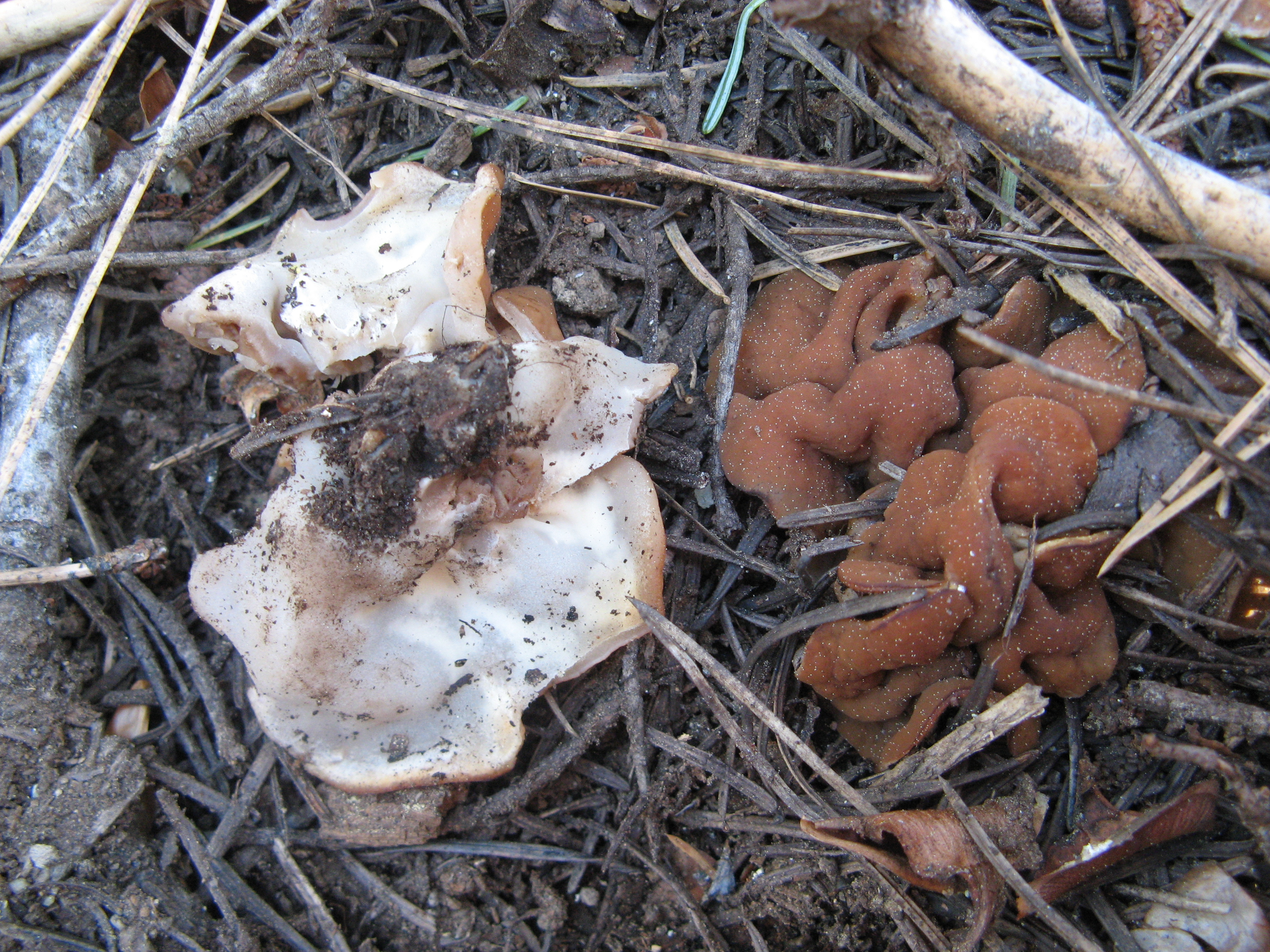
Discina perlata
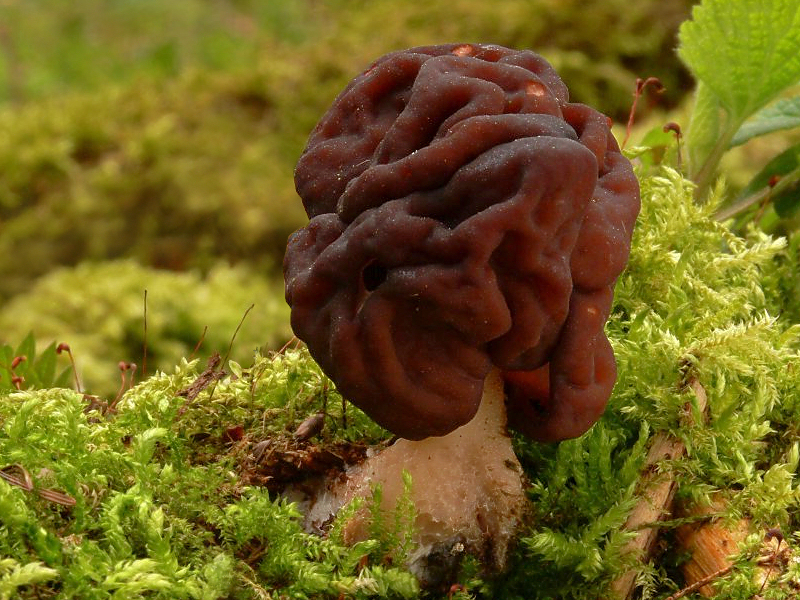
Gyromitra esculenta
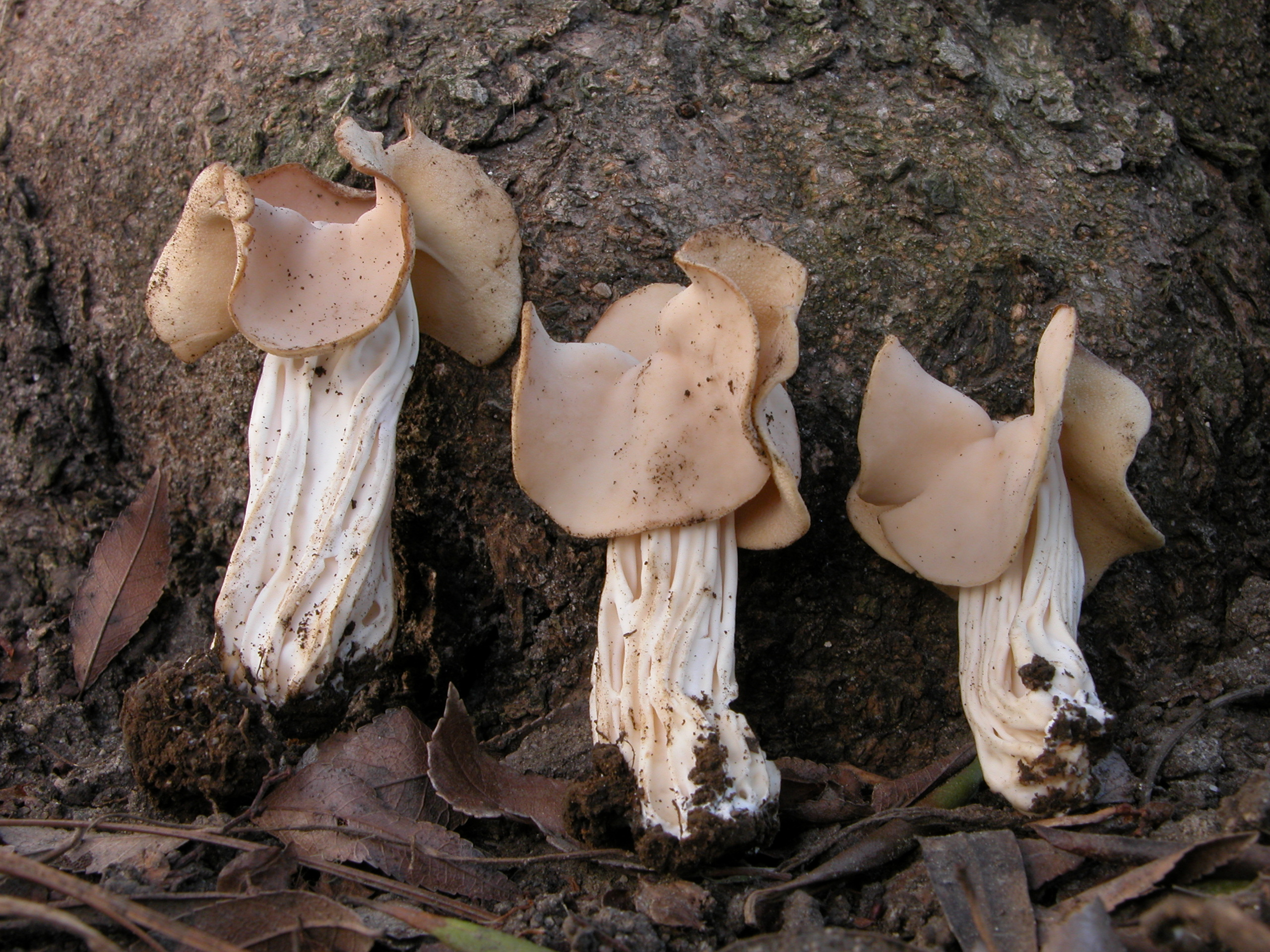
Helvella crispa
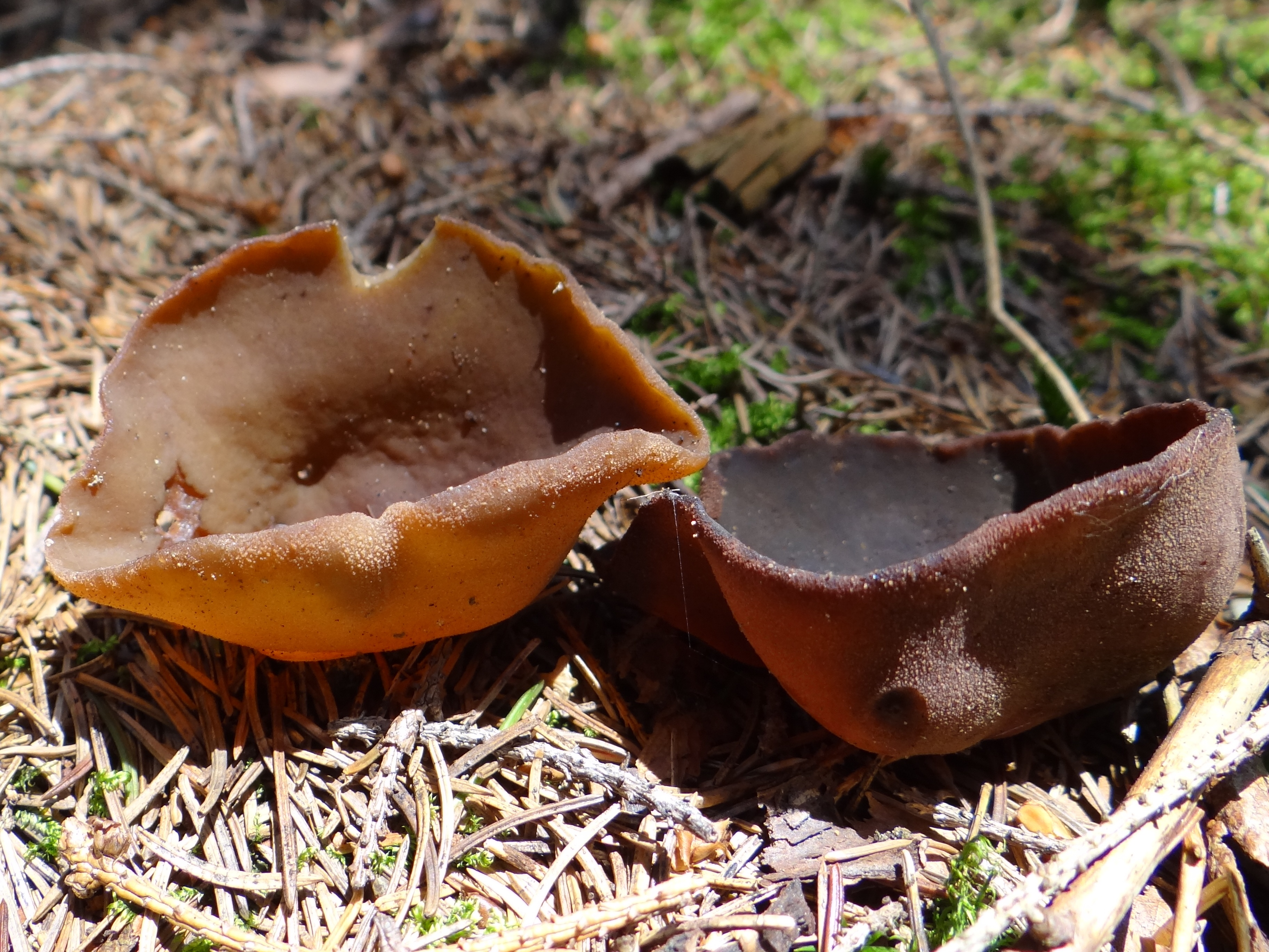
Peziza badia
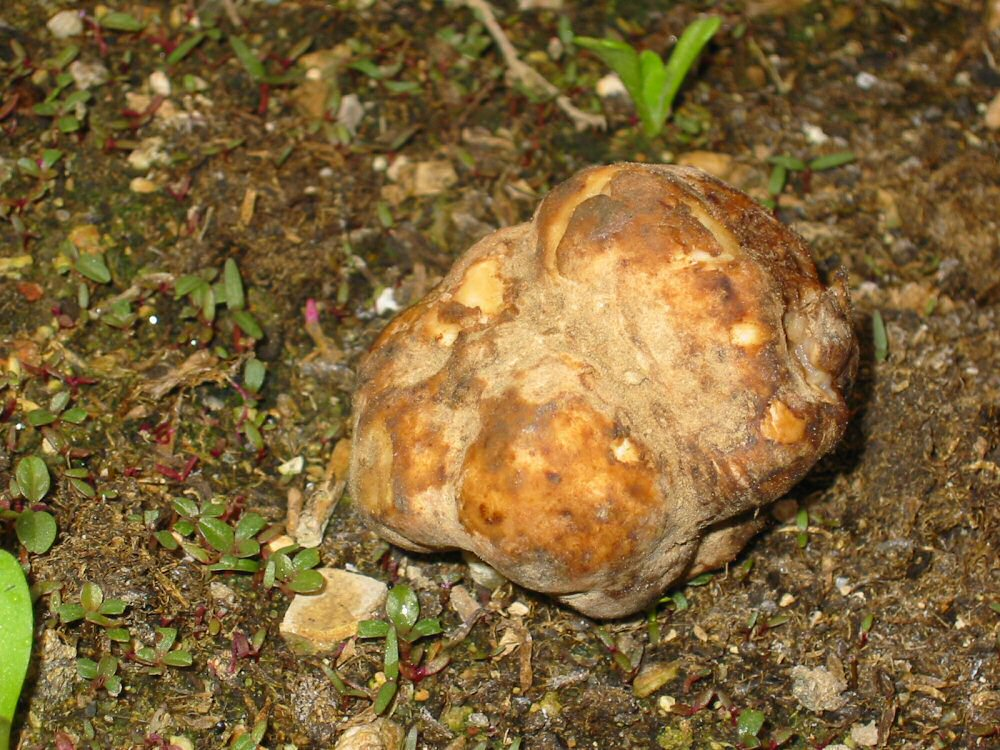
Terfezia arenaria
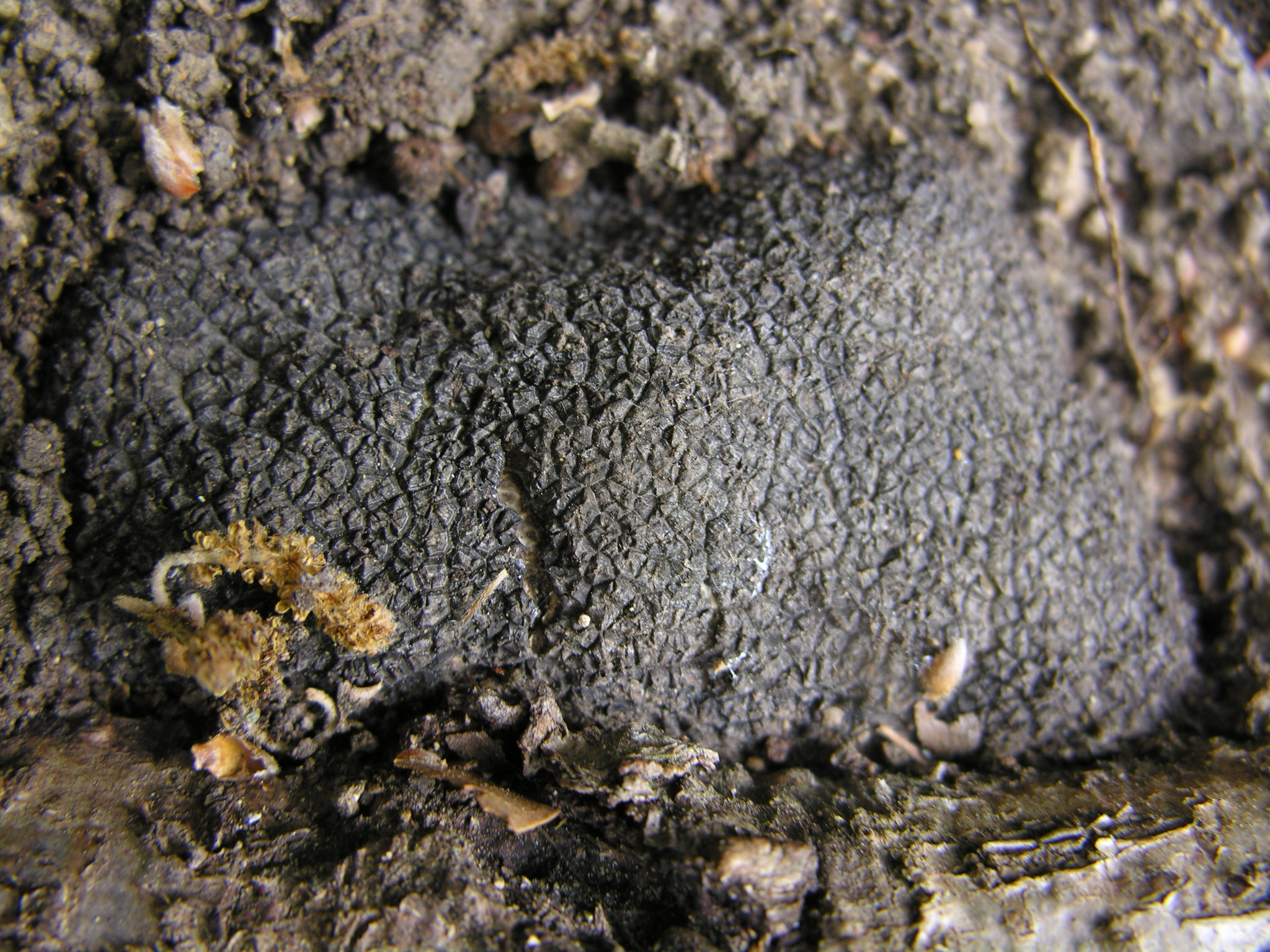
Tuber melanosporum

## Bibiliografie
- Marcel Bon: “Pareys Buch der Pilze”, Editura Kosmos, Halberstadt 2012, ISBN 978-3-440-13447-4
- Bruno Cetto, volumele 1-7
- Rose Marie și Sabine Maria Dähncke: „700 Pilze in Farbfotos”, Editura AT Verlag, Aarau - Stuttgart 1979 și 1980, ISBN 3-85502-0450
- Jean-Louis Lamaison & Jean-Marie Polese: „Der große Pilzatlas“, Editura Tandem Verlag GmbH, Potsdam 2012, ISBN 978-3-8427-0483-1
- Till E. Lohmeyer & Ute Künkele: „Pilze – bestimmen und sammeln”, Editura Parragon Books Ltd., Bath 2014, ISBN 978-1-4454-8404-4
- Meinhard Michael Moser: „Kleine Kryptogamenflora der Pilze - Partea a.: „Höhere Phycomyceten und Ascomyceten”, Editura G. Fischer, Jena 1950